# Mussaenda isertiana
Mussaenda isertiana är en måreväxtart som beskrevs av Dc.. Mussaenda isertiana ingår i släktet Mussaenda och familjen måreväxter. Inga underarter finns listade i Catalogue of Life.